# En Foræring til min Kone
En Foræring til min Kone er en dansk stumfilm fra 1906, der er instrueret af Viggo Larsen.

## Handling
Denne artikel mangler et handlingsreferat. Hjælp os med at skrive det.